# قائمة الزلازل في المغرب

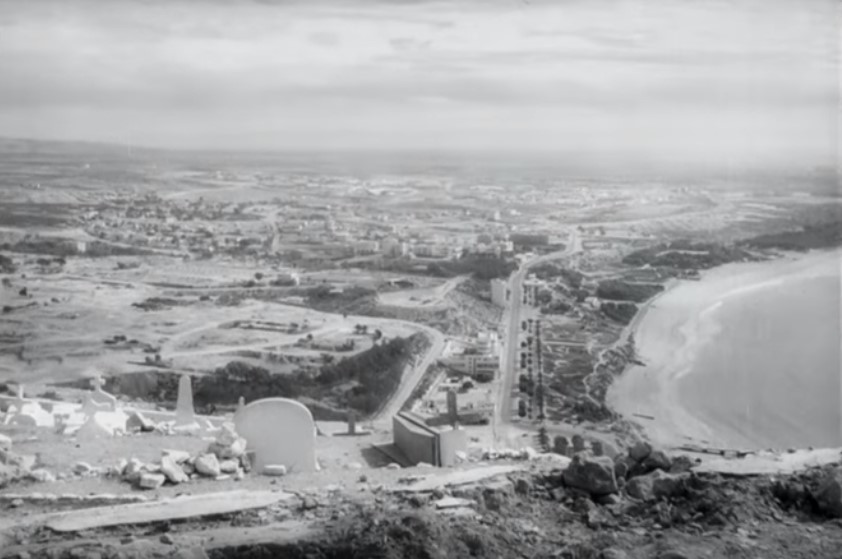
صورة لمدينة أكادير بعد الزلزال المدمّر الذي ضرب المدينة في عام 1960.

شمال المغرب هو منطقة جغرافية واقعة بالقرب من الحد الفاصل بين الصفيحة الأفريقية والصفيحة الأوراسية (صدع جبل طارق) على خط الزلازل، ويطل على البحر الابيض المتوسط الذي توجد به العديد من البؤر النشطة، خاصة في المنطقة البحرية المعروفة باسم بحر البوران الذي يقع قبالة سواحل الناظور و‌الحسيمة، والمنطقة الأطلسية التي تقع غرب طنجة وجنوب غرب اسبانيا والبرتغال، مما يجعل شمال البلاد بالقرب من الحدود معرضًا بشكل أكبر لخطر زلزالي مقارنة بالمناطق الأخرى.
عرفَ المغرب عدّة زلازل عبر التاريخ، كان أخطرها زلزال مراكش آسفي سنة 2023 الذي خلّف آلاف القتلى، وكذلك الزلزال العنيف الذي هز مدينة الحسيمة في 24 فبراير 2004 وتسبب في مقتل وتشريد مئات السكان، فضلًا عن الزلزال الذي ضرب أكادير سنة 1960 وتسبب في مقتل أزيد من ألف مغربي ودمارٍ كبيرٍ في المباني والمنازل. على الجانبِ المقابل فقد تأثر المغرب بزلازل ضرب بلدان قريبة منه ووصلت الموجات الارتداديّة عنده، ولعلّ أبرز هذه الزلازل كانَ زلزال لشبونة عام 1755 والذي وصلَ شمال المغرب وتسبّب في جرحِ وقتل الآلاف.
تعرّضت مدن مغربية للزلازل مرتين على الأقل مع اختلافٍ في الشدة والقوة والخسائر منها أكادير (1731، 1761، 1960) فاس (1755، 1624، 1522) مراكش (1755،2023، 1719) مكناس (1624، 1755) مليلية (1578، 1660، 1792، 1821، 1848)، طنجة (1773 ،1755) وغيرها من المدن.
تسردُ هذه المقالة قائمة بالزلازل الكبيرة التي ضربت المغرب وخاصّة تلك التي كانت بؤرتها في المغرب وكان لها تأثيرٌ كبيرٌ على البلاد.
| التاريخ | الزلزال                  | المنطقة                                           | الشدّة      | القوّة     | عدد الوفيات  | عدد الإصابات | معلومات إضافيّة |
| --- | ------------------------ | ------------------------------------------------- | ---------- | --------- | ------------ | ------------ | --- |
| 8 سبتمبر 2023 1960 | زلزال الحوز زلزال اكادير | إقليم الحوز، جهة مراكش آسفي اقليم اكادير سوس ماسة | VII VII    | 7 7:8     | 1ً5000ا       | 6000 جريح    | ضربَ هذا الزلزال إقليم الحوز القريبِ من مدينة مراكش ضِمن جهة مراكش آسفي على الساعة الحادية عشر وأحد عشرة دقيقة ليلاً من اليوم الثامن من سبتمبر 2023. بلغت قوّة الزلزال 7 درجات على مقياس ريختر وعلى عمق 18.5 كم (11.5 ميل) بالقربِ من جماعة إغيل في جبال الأطلس وقد وصل مداه الى مدن كالدار البيضاء والمحمدية وأكادير فيما شعر به سكان العاصمة الرباط وأيضا مدن بعيدة كمكناس وإفران، وقد تسبَّب في مقتل 2946 شخصًا وجرحِ أكثر من 5674 شخص آخرين، كما اعتُبر من طرفِ المعهد الوطني للجيوفيزياء الزلزال الأعنف الذي يضربُ المملكة المغربية منذ قرنٍ تقريبًا. |
| 24 فبراير 2004 | زلزال الحسيمة            | إقليم الحسيمة، جهة طنجة تطوان الحسيمة             | IX         | 6.3       | 631 قتيلًا    | 926 جريحًا    | يُعتبر زلزال الحسيمة الذي ضربَ المدينة يوم الرابع والعشرين من شباط/فبراير 2004 أحد أعنف الزلازل التي ضربت الإقليم الواقعِ شمال المغرب، حيث بلغت شدته 6.3 درجات، وقد خلَّف خسائر بشرية بلغت أكثر من 630 قتيلًا معظمهم من سكان المناطق القروية فضلًا عن الخسائر المادية والعمرانية الكبيرة. |
| 28 فبراير 1969 | زلزال البرتغال           | المغرب                                            | VII        | 7.8       | 13 قتيلًا     | 80 جريحًا     | ضربَ هذا الزلزال دولة البرتغال يوم 28 شباط/فبراير 1969 لكنّ مواجاته الارتداديّة وصلت عددًا من المدن المغرب ، ما تسبّب في مقتل 13 مغربيًا وإصابة 80 آخرين. |
| 29 فبراير 1960 | زلزال أكادير             | أكادير، جهة سوس ماسة                              | X          | 5.8       | 15.000 قتيلًا | 12.000 جريحًا | ضرب هذا الزلزال المدمّر مدينة أكادير المغربيّة يوم 29 شباط/فبراير 1960، ومع أنّ قوته لم تتجاوز الستّ درجاتٍ إلّا أنه دمّر المدينة بشكل شبه كلّي، حيث تسبب في مقتل ما لا يقلُّ عن 15.000 شخصًا وهو ما مثّل ثلث سكان المدينة في ذلك الوقت، كما جَرحَ وأصاب أزيد من 12.000 آخرين، وترك ما لا يقلُّ عن 35.000 شخصا بلا مأوى. يُعتبر هذا الزلزال من الناحيّة التدميرية ومن ناحية الخسائر البشرية هو أعنف زلزالٍ يضربُ المغرب في التاريخ الحديث. |
| 29 يناير 1909 | زلزال تطوان              | تطوان                                             | غير معروف  | غير معروف | 100 قتيل     | 150 جريح     | لا يُعرف الكثير عن الزلزال الذي ضرب مدينة تطوان في أواخر كانون الثاني/يناير 1909، حيث لم يُسجّل قوته ولا شدّته لكنه تسبب في مقتلِ ما لا يقلُّ عن 100 شخص وإصابة عشرات آخرين. |
| 31 مارس 1761 | زلزال لشبونة             | المغرب                                            | VII – IX   | 8.5       | غير معروف    | غير معروف    | تسبّب زلزال لشبونة الذي ضرب المدينة البرتغاليّة يوم 31 آذار/مارس عام 1761 في حصولِ تسونامي في شمال المحيط الأطلسي وجنوب شبه الجزيرة الأيبيرية، وقد امتدّ التسونامي لعددٍ من الدول بما في ذلك المغرب ما تسبب في مقتل عددٍ غير معروف وجرحِ آخرين. |
| 27 نوفمبر 1755 | زلزال مكناس              | مكناس، جهة فاس مكناس                              | IX         | 6.5 – 7.0 | 15.000 قتيل  | غير معروف    | تسبب الزلزال الذي ضربَ مدينة مكناس يوم 27 تشرين الثاني/نوفمبر 1755 في مقتل ما مجموعه 15.000 شخصًا ما بين مدينتي مكناس و‌فاس. |
| 01 نوفمبر 1755 | زلزال لشبونة             | المغرب                                            | VII – VIII | 8.5 – 9.0 | بضع آلاف     | بضع آلاف     | ضربَ مدينة لشبونة عام 1755 زلزالٌ مدمّر صُنّف ضمنَ قائمة أكثر الزلازل فتكًا وتدميرًا في التاريخ، حيث قتل عدّة آلاف وجرح مثلهم وأكثر، ولم يقتصر تأثيره على دولة البرتغال فحسب بل وصل لعدّة دول أخرى بما في ذلك المغرب وخاصّة مدينة الدار البيضاء التي قُتل فيها بضع آلاف جراء الزلزال وما أعقبه من تسونامي واندلاع حرائق. |
| 11 مايو 1624 | زلزال فاس                | فاس، جهة فاس مكناس                                | IX         | غير معروف | بضع مئات     | بضع مئات     | ضرب هذا الزلزال مدينة فاس في 11 أيار/مايو 1624 وهو ثاني زلزال قوي يضربُ المدينة المغربيّة في غضونِ قرنٍ تقريبًا، حيث تسبب في مقتل بعض مئاتٍ من المواطنين وجرح مئات آخرين كما دمّر عديد المنازل والمباني في المدينة والقرى والدواوير القريبة منها أو المحيطة بها. |
| 22 سبتمبر 1522 | زلزال فاس                | فاس، جهة فاس مكناس                                | VIII – IX  | غير معروف | بضع مئات     | بضع مئات     | ضرب مدينة فاس زلزالٌ قويّ يوم 22 أيلول/سبتمبر 1522 وقد خلّف عدّة مئات بين قتيل وجريح كما دمّر جزءًا من المدينة. |
| ملحوظة: يضمُّ هذا الجدول الزلازل التي ضربت المغرب، كما يضمُّ الزلازل التي ضربت دولًا أخرى (وخاصّة دولتي البرتغال وإسبانيا القريبتين من الشمال المغربي) لكنّ موجاتها الارتداديّة وصلت المغرب وتسبّبت في خسائر بشريّة. |                          |                                                   |            |           |              |              | |